# Промена парадигме
Промена парадигме, коју је дефинисао амерички физичар и филозоф Томас Кун, представља промену фундаменталних концепата и експерименталне праксе неке научне дисциплине. Кун супротставља ове промене које представлјају научну револуцију, уобичајеним научним активностима, које описује као научни рад у оквиру општеприхваћене парадигме. Пример промене парадигме би био прелазак са геоцентричног на хелиоцентрични систем, или прихватање микроба као главних преносилаца заразних болести.
Савремена филозофија се бави овим питањем, почев са Имануел Кантом, који је фразу користио у предговору "критике чистог ума" (1781), позивајући се на грчку математику и Њутновску физику. У 20. веку, јављају се бројне иновације у основним појмовима математике, физике и биологије, што доводи до појачаног интереса за ово питање међу научницима. Управо у овом активном периоду је Кун је објавио свој рад.
Кун је представио појам промене парадигме у својој утицајној књизи структура научних револуција (1962). Као што је један коментатор закључује:
Од 1960-их година, појам промене парадигме је коришћен и у бројним ненаучним контекстима, да се опише суштинска промена у перцепцији догађаја, иако је сам Кун ограничио примена термина на науку.
У антологији о Куну из 2015, филозоф Мартин Коен описује појам 'промене парадигме' као неку врсту интелектуалног вируса који се проширио из круга егзактних наука, на друштвене наукаме, затим на уметност, па чак и на свакодневну савремену политичку реторику. Коен тврди да је и сам Кун имао врло магловиту идеју о томе шта овај појам може да значи и, у складу са америчким филозофом науке Полом Фејерабендом, оптужује Куна о избегаванју драстичнијих последица своје теорије, а то је да су научне чињенице ништа више него само мишљења, чија популарност је привремена, и далеко од коначне.

## Куновске промене парадигме
Епистемолошка промена парадигме је била названа "научна револуција" по историчару науке Томасу Куну у књизи структура научних револуција.
Према Куну, научна револуција, се дешава, када се научници суоче са аномалијама које је немогуће објаснити кроз прихваћену парадигму, у оквиру које је дотадашњи научни напредак био остварен. Парадигма, по Куновом мишљењу, није само тренутна теорија, већ целокупно виђење света у коме теорија постоји, као и све последице, које произилазе из ње.
Кун је још тврдио да за све парадигме постоје аномалије, које се игноришу као грешке прихватљивог нивоа, или се једноставно њима нико не бави (главни аргумент који Кун користи да одбаци модел рефутабилности Карла Попераса као главне водиље научних промена). По Куну, уместо тога, аномалије имају различите нивое важности за науку у дато време. У контексту почетка 20. века у физици, неки научници су имали веће проблеме са рачуном перихелиона Меркура док је другима више сметао резултат Мајкелсон-Морлијебог експеримента. Ово је по чему се Кунов модел научне промене разликује од модела логичких позитивиста јер ставља већи акценат на поједине научнике, уместо да апстрахује науку као чисто логички или филозофски процес.
Према Куну, када се скупи довољно значајних аномалија које се супротстављају актуелној парадигми, научна дисциплина упада у стање кризе. Током ове кризе, нове идеје, па чак и раније одбачене идеје, се опробавају. Временом се обликује нова парадигма, која стиче своје присталице, и настаје "интелектуална битка" између присталица нове парадигме и традиционалиста који не одступају од старе парадигме. Пример у физици с почетка 20. века, је прелаз са Максвеловог електромагнетизма на Ајнштајновски релативизамкоји нити се десио брзо, нити се може описати као питом, већ је укључивао дуги низ "напада", и уз помоћ емпиријских података, а и реторичких и филозофских аргумената, са обе стране, да би на послетку Ајнштајнова теорија ипак однела победу. И овде је вредновање доказа и значаја нових података било профилтрирано кроз "људско сито": неки научници су сматрали једноставност Ајнштајнових једначина најубедљивијом, док су их други сматрали компликованијом од Максвеловог етра. Једни су сматрали да су Едингтонове фотографије светла које се савија око Сунца убедљивим, док су други доводили у питање њихову тачност и значење. Понекад превагу односи само време и број људских "жртава", рекао је Кун, парафразирајући Макс Планка: "нове научне истине победе, не путем убеђивања својих противника да виде светлост, већ отуда што њени противници на крају изумру, а нова генерација која је упозната с теоријом порасте."
Након што се научна дисциплина промени из једне парадигме у другу, то се по Куну зове, научна револуција или промена парадигме. Обично се при колоквијалној употреби појма "промена парадигме" мисли на овај коначни закључак, који је резултат дугог процеса: сама (често радикална) измена погледа на свет, без везивања за историјски контекст Куновог аргумента.

## Наука и промена парадигме
Најчешћа заблуда у тумачењу парадигми је уверење да је откриће смена парадигми као и динамички карактер науке (ц бројним могућностима за субјективно мишљење научника) - потврђују идејни релативизам, односно уверење да су сви системи веровања једнаки. Кун категорички негира ову интерпретацију и тврди да, кад научна парадигма буде замењена новом, премда кроз сложен друштвени процес, нова парадигма је увек боља, а не само другачија.
Ове тврдње о релативизму су у вези са другом тврдњом коју Кун бар донекле подржава: да се језик и теорије две различите парадигме не могу превести једни у друге или рационално оценио једни против других, да оне немају заједничких чинилаца. Ово је довело до много расправе на тему различитих народа и култура, које могу имати радикално различите погледе на свет — толико различите, да без обзира на то да ли је једна боља од друге, једна култура напрсто не може разумети другу. Међутим, филозоф Доналд Дејвидсон објавио је високо цењен есеја, 1974-е, "О самој идеји концептуалне шеме" (производња и адресе америчког филозофског удружења, Волумен 47, (1973—1974), стр. 5-20), тврди да је идеја да би било који језици или теорије могли бити међусобно неупоредиви сам по себи погрешан. У том случају Кунове наводе треба узети блажем смислу, него што се често узимају. Поред тога, примена Кунове анализе на социјалне науке је већ дуго затегнута услед распрострањене примене и по неколико парадигмалних приступа у циљу разумевања компликованог понашања човека (види, на пример, Џон Хасард, социологија и организационе теорије: позитивизам, парадигме и постмодернизам. Издавач Камбриџ универзитет, 1993.  9780521350341.)
Померања парадигме су по правилу најдраматичније у наукама делују потпуно стабилне и зреле, као на пример у физици крајем 19. века. У то време, физика је деловала као дисциплина, којој је само преостало да попуни последње ситне детаље у систему који је био скоро већ потпуно разрађен. Позната је изјава Лорда Келвина из 1900-е године, "сада више нема ништа ново да се открије у физици. Све што нам остаје су само прецизнија и прецизнија мерења." Пет година касније Алберт Ајнштајн је објавио свој чланак о специјалној теорији релативитета, који је пољуљао дотадашњи, веома једноставан скуп правила која је успоставила још Њутнова механика, а који је био коришћен да опише силе и кретање дуже од двеста година.
У Структури научних револуција, Kun пише, "Сукцесивни прелазак с једне парадигме на другу путем револуције је уобичајени пут зреле научне дисциплине." (p. 12) Кунова идеја је сама по себи била револуционарна у своје време, и изазвала је битне промене у начину на који су академици говорили о науци. Тако се може рећи да је и сама била део померања парадигме у историји науке. Ипак, Кун не би признао такву промену парадигме. У друштвеном смислу, људи и даљњ могу да користе старе идеје у дискусији о историји науке.
Филозофи и историчари науке, укључујући и самог Куна, су на крају прихватили модификовану верзију Куновог модела, који је стопио његову оригиналну идеју са постепеним моделом који јој је претходио.

## Примери промене парадигме

### Природне науке
Неки од "класичних случајева" промене парадигме у области науке су:
Према Куну, постојање јединствене доминантне парадигме је карактеристика природних наука, док су филозофија, и готово сва социологија окарактерисане "традицијом тбрдње, противтврдње, и дебата о основним концептима". Ово ипак није спречило примену Куновог концепта о измени парадигме на друштвене науке.
- 1543 - У космологији, прелазак са Птолемејске на Коперниканску космологију.
- У оптици прелазак са геометријске на физичку оптику.
- 1543 - Прихватанје Андреас Везалијусове Седам кнјига о грађи људског тела која је испревила многе до тада прихваћене грешке које је успоставио Galen.[7]
- 1687 - прелазак са Аристотелове на класичну механику.
- 1783 - Прихватање Лавоазјеове tеорије о хемијским реакцијама и сагоревању уместо до тада прихваћене флогистонске теорије, што је познато као револуција у хемији.[8]
- 1826 - Откриће хиперболичке геометрије.
- 1866 - Прихватање Менделових закона о наслеђу, насупрот до тада прихваћене теорије о пангенези у раном 20. веку.
- Прихватанје теорије о биогенези, да сав живот настаје из живота, уместо дотадашнје теорије о спонтаном настанку, које је почело у 17ом веку и није се сасвим окончало све до 19. века и рада Луја Пастера.
- 1905 - The development of quantum mechanics, which replaced classical mechanics at microscopic scales.
- 1905 - Прелазак са етарске теорије о простору на електромагнетно зрачење у простор-времену.
- 1920 - Прелазак са Њутновске физике на Ајнштајнов релативизам.
- Развој технологија за утврђивање апсолутне старости предмета.
- 1965 - Прихватанје тектонских плоча у објашњавању великих геолошких промена.

### Друштвене науке
Након што се научна дисциплина промени из једне парадигме у другу, то се по Куну зове, научна револуција или промена парадигме. Обично се при колоквијалној употреби појма "промена парадигме" мисли на овај коначни закључак, који је резултат дугог процеса: сама (често радикална) измена погледа на свет, без везивања за историјски контекст Куновог аргумента.
- Покрет, познат као когнитивна револуција је довео до одступања од бихевиористичког пристпа психолошком изучавању и прихватању сазнања као централне црте у проучавању људског понашања.
- Кејнезијева револуција се обично посматра као важна промена у макроекономији.[9] Према речима Џона Кенета Галбрајта, Сејов закон је доминирао економском мишљу до Кејнеса, дуже од једног века, па је прелазак на Кејнесијанство било тешко. Економиста који се противио овом закону, по коме су повећана незапосленост, и смањење инвестиција (у комбинацији са повећаном штедњом) практично немогући, ризиковао је да изгуби своју каријеру.[10] У свом магнум опусу, Кејнес је навео једног од својих претходника, Џон А. Хобсоха,[11] , коме је више пута одбијена позиција на универзитету због његове јеретичке теорије.
- Касније, покрет монетаризма представља другу измену парадигме над Кејнесовом теоријом. Монетаристи су тврдили да фискална политика није ефикасна у стабилизацији нивоа инфлације, те да представља искључиво монетарни феномен, за разлику од тада актуелног Кејнесијевог погледа, да су фискална и монетарна политика једнако важни. Кејнесијанци су касније прихватили монетаристичку квантитативну теорију новца и прешли на Филипсове криве, теорије које су првобитно одбацивали.[12]
- Ларинглана теорија, коју је први изнео Фердинанд де Сосјур 1879-е у индо-Европској лингвистици, постулирала је постојање "грлених" сугласника у прото-индо-европском језику (ПИЕ), која је потврђена открићем Хититског језика у раном 20. веку. Теорија је касније прихваћена од стране огромне већине лингвиста, чиме је отворен пут за унутрашње реконструкције синтаксе и граматичких правила ПИЕ језика, и сматра се за један је од најважнијих развоја у лингвистици још од откривања индо-европске језичке породицу.[13]

## Маркетинг
У касним 1990-им, 'промена парадигме' се јавља као поштапалица, популаризована као маркетиншки говор и да се појављује чешће у штампи и публикацијама. У својој књизи Гаф, Аутор Лари Траск саветује читаоце да се уздрже од коришћења овог израза, те да буду врло опрезни када читају било шта што користи ову фразу. Оvo се помиње у неколико чланаka и књига као злоупотреба фразе до те мере да је постала бесмислена.

## Друге употребе
Термин "промене парадигме" је нашао примену и у другим контекстима, представљајући значајне промене у начину размишљања, радикалне промене у личним уверењима, сложеним организационим система, сменама старих начина мишљења и организације са фундаментално другачијим начином мишљења и организације:
- М. Л. Ханда, професор социологије на О. И. С. Е. Универзитету у Торонту, Канада, развио је концепт парадигме у оквиру друштвених наука. Он дефинише на шта он мисли кад каже "парадигма" и уводи појам "друштвене парадигме". Додатно, он дефинише и основне чиниоце било које друштвене парадигме. Попут Куна, и он се осврће на феномен измене парадигме. У овом смислум он се фокусира на друштвене услове који претходе таквој измени. С тим у вези, он се осврће и на то како ове промене утичу на друштвене институције, уклјучујући и институцију образовања.
- Концепт је био прилагођен и технологији и економији тиме што је одређена нова техно-економска парадигма јер промене на технолошким системима имају огромног утицаја на понашање читаве економије (Карлота Перез; ранији радови на технолошкој парадигми Ђовани Досија). Овај концепт је повезан са Шумпетереовом идејом о креативном разарању. У примере спадају прелазак на масовну производњу и увођење микроелектронике.[17]
- Сматра се да су две фотографије земље из свемира, "Свитање земље" (1968) и "Плави кликер" (1972), помогле оснивање еколошког покрета који се нагло проширио у периоду непосредно након појаве ове две фотографије.[18][19]
- Ханс Кунг је применио Кунову теорију о парадигмама на читаву историју хришћанске мисли и митологије. Он је дефинисао шест историјских "макромодела": 1) апокалиптична парадигма примитивног хришћанства, 2) Хеленистичка парадигма патристичког периода, 3) средњевековна католичка парадигма, 4) протестантска (реформаторска) парадигма, 5) модерна, просветитељска парадигма, и 6) нова, екуменска парадигма. Он је још указао и на пет паралела између природних наука и теологије у смислу измена у парадигми. Кунг се бавио променама парадигме у својим књигама, Промена парадигме у теологији[20] и Теологија за трећи миленијум: Екуменски приступ.[21]